# Bełcz Wielki
Bełcz Wielki (niem. Oderbeltsch) – wieś w Polsce położona w województwie dolnośląskim, w powiecie górowskim, w gminie Niechlów.

## Podział administracyjny
W latach 1975–1998 miejscowość administracyjnie należała do województwa leszczyńskiego.

## Zabytki
Do wojewódzkiego rejestru zabytków wpisane są obiekty:
- zespół pałacowy i folwarczny, z drugiej połowy XIX-XX w.:
  - pałac, barokowy z połowy XVIII wieku; właścicielem pałacu w 1787 roku był graf von Kalkereuth, potem zaś rodzina Schönborn, a w 1898 roku majątek zakupił Ludwig Dürr; podczas II wojny światowej pałac znajdował się już w posiadaniu państwa niemieckiego, prawdopodobnie ze względu na zadłużenie właściciela. 15 maja 2016 roku w godzinach porannych wybuchł pożar w pałacu. Doszczętnie spłonął dach budowli[5].
  - park
  - obora
  - spichrz
  - dom mieszkalny (nr 42):
  - neogotyckie zabudowania gospodarcze:
    - stajnia
    - gorzelnia